# Delage Type Y

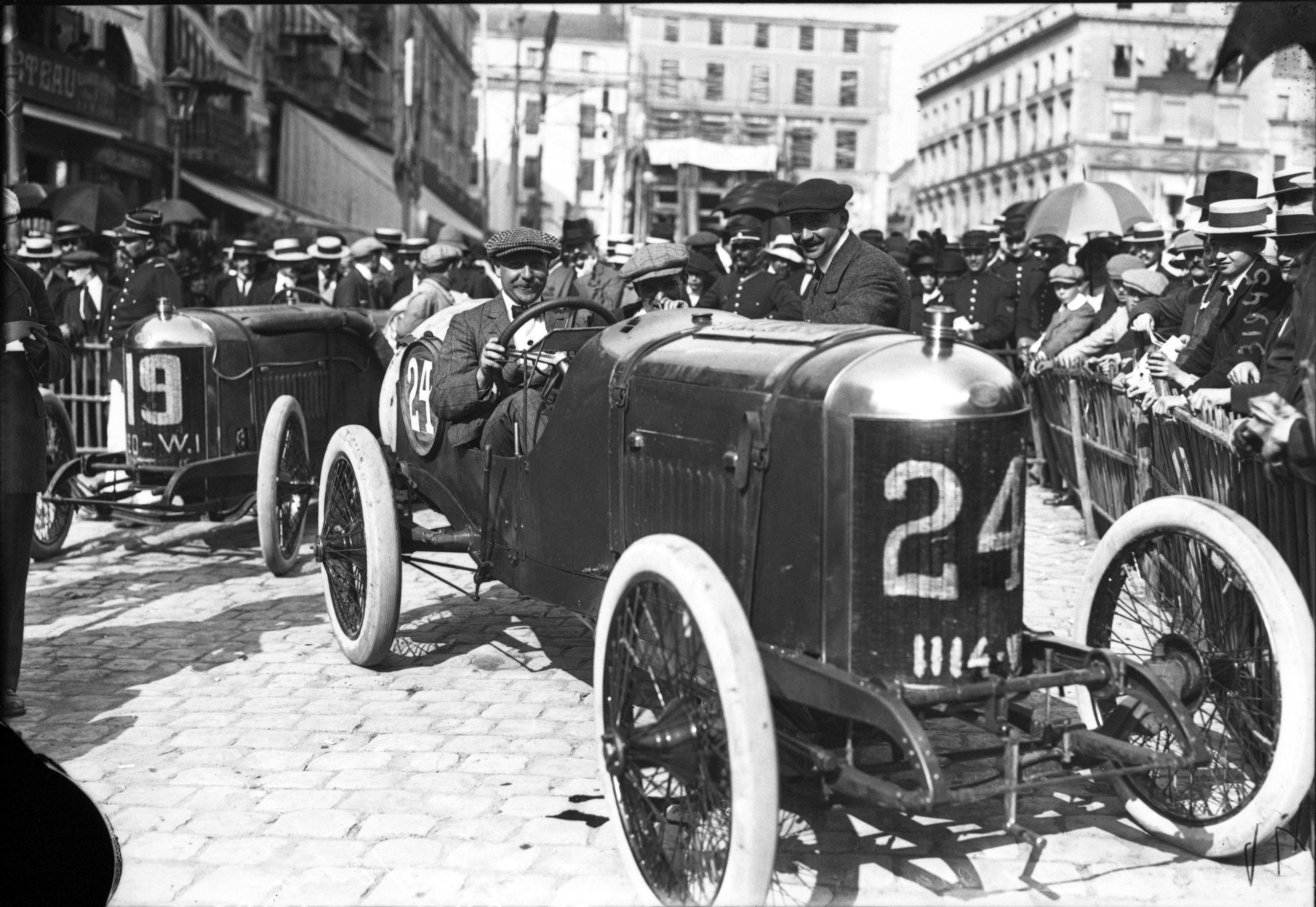
Arthur Duray am Steuer eines Delage Type Y

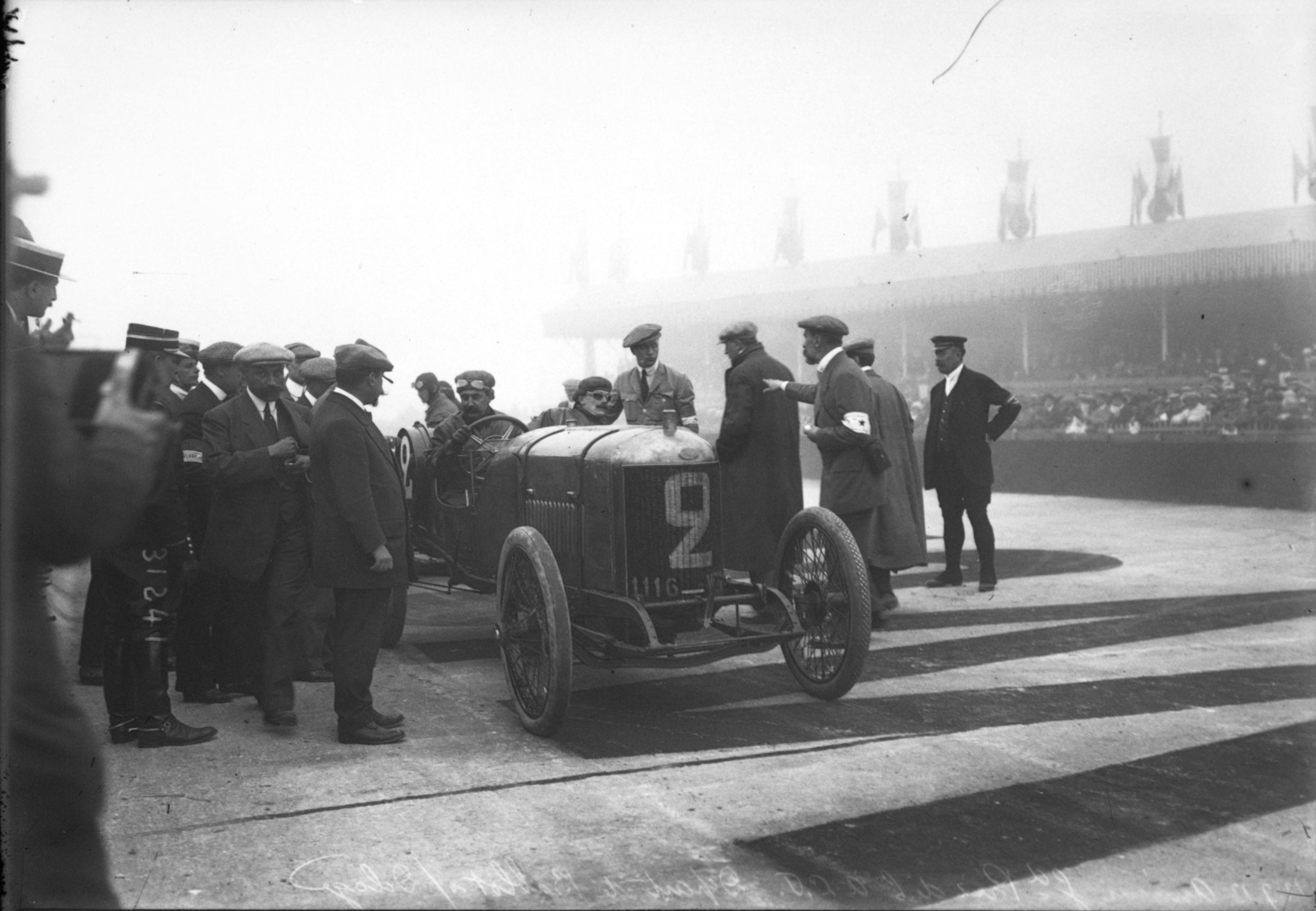
Paul Bablot in einem anderen Delage Type Y

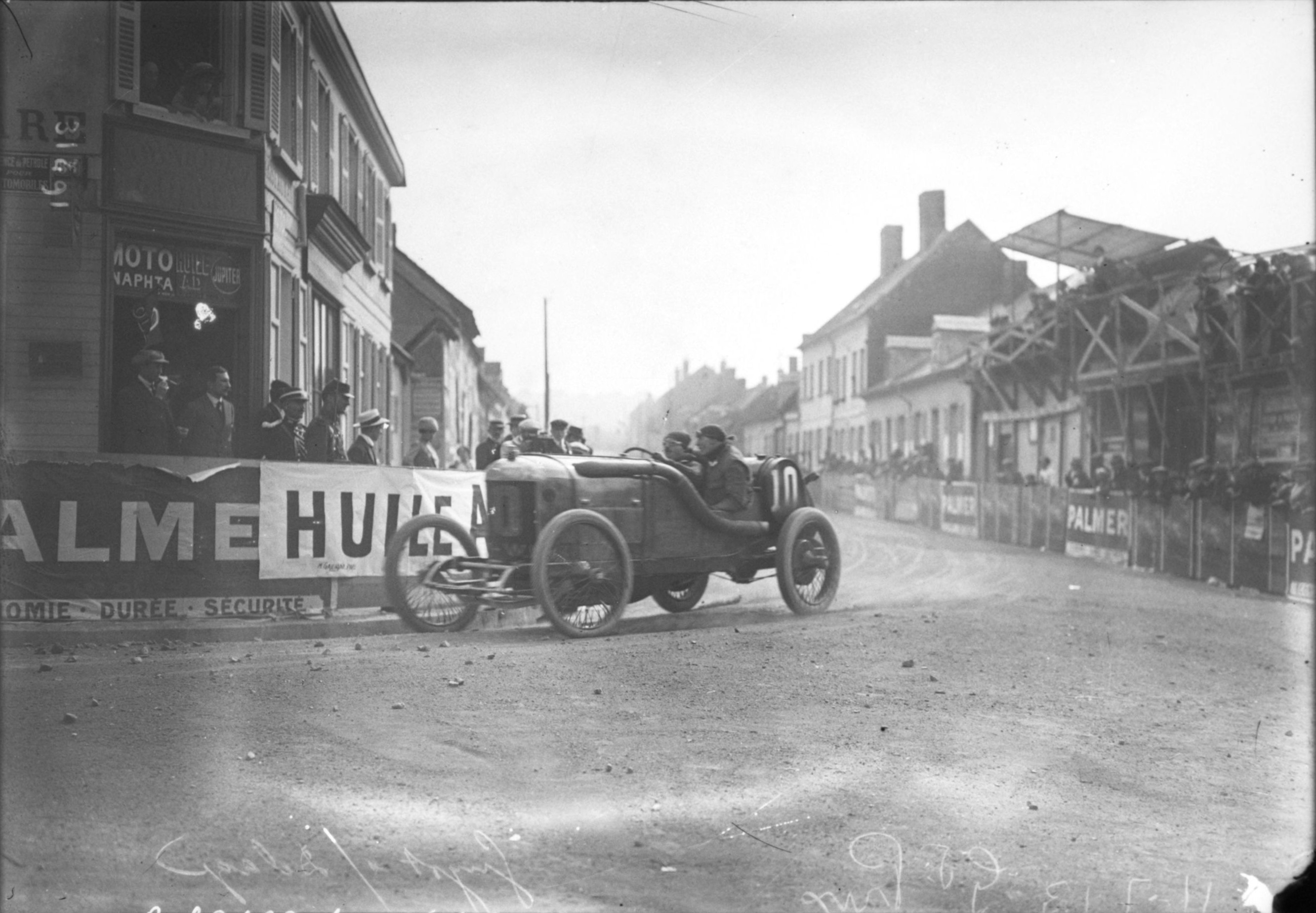
Albert Guyot

Der Delage Type Y war ein Rennwagen der französischen Marke Delage.

## Beschreibung
Die nationale Zulassungsbehörde erteilte dem Fahrzeug mit der Fahrgestellnummer 1 und der Motornummer 1 am 24. Juni 1913 die Genehmigung. Delage setzte die Fahrzeuge von 1913 bis 1914 ein. Vorgänger war der Delage Type X, Nachfolger wurde der Delage Type S. 
Ein Vierzylindermotor trieb die Fahrzeuge an. Er war mit 33 Cheval fiscal eingestuft und hatte mit 105 mm Bohrung und 180 mm Hub 6234 cm³ Hubraum. Die vier Ventile jedes Zylinders waren waagerecht angeordnet und wurden von zwei seitlichen Nockenwellen über Stößel, Stoßstangen und Kipphebel betätigt. Der Motor hatte Doppelzündung mit zwei Zündmagneten und leistete maximal etwa 105 PS (77 kW) bei 2300/min.
Bei Testfahrten wurden 160 km/h Höchstgeschwindigkeit ermittelt. Bei Rennen lag dieser Wert möglicherweise noch höher.
Das Fahrzeug hatte 1300 mm Spurweite und 2750 mm Radstand. Das Leergewicht war je nach Quelle mit 950 kg oder 1000 kg angegeben.
Insgesamt entstanden vermutlich vier Fahrzeuge. Das Siegerfahrzeug von Indianapolis steht im Indianapolis Speedway Museum.

## Renneinsätze
Das erste Rennen war der Große Preis von Frankreich am 12. Juli 1913 in der Nähe von Amiens. Paul Bablot/Losson wurden Vierte und Albert Guyot/Achille Seeuws Fünfte.
Der Grand Prix de l’ACO fand am 5. August in Le Mans statt. Bablot/Losson/Léon Molon siegten vor Guyot/Seeuws, während Arthur Duray Fünfter wurde.
Beim Indianapolis 500 des Jahres 1914 am 30. Mai 1914 siegten René Thomas/Robert Laly. Guyot/Seeuws wurden Dritte.
In den Vereinigten Staaten wurden 1915 noch weitere Rennen bestritten. Beim Sioux City Indicars 1915 über 300 Meilen in Sioux City belegte William Knipper den sechsten Rang. Beim Elgin Road Race 1915 über 301 Meilen in Elgin wurde er Dritter. Den gleichen Platz erzielte er beim Kalamazoo Indicars 1915 in Kalamazoo. Louis Chevrolet nahm am Chicago Indicars 1915 über 500 Meilen in Chicago teil.
| Datum         | Veranstaltung                              | Ort          | Fahrzeug | Team                                                                     | Ergebnis                |
| ------------- | ------------------------------------------ | ------------ | -------- | ------------------------------------------------------------------------ | ----------------------- |
| 12. Juli 1913 | Großer Preis von Frankreich 1913           | Amiens       | Type Y   | Paul Bablot/Losson Albert Guyot/Achille Seeuws                           | Platz 4 Platz 5         |
| 5. Aug. 1913  | Grand Prix de l’ACO 1913                   | Le Mans      | Type Y   | Paul Bablot/Losson/Léon Molon Albert Guyot/Achille Seeuws Arthur Duray/? | Platz 1 Platz 2 Platz 5 |
| 30. Mai 1914  | Indianapolis 500 1914                      | Indianapolis | Type Y   | René Thomas/Robert Laly Albert Guyot/Achille Seeuws                      | Platz 1 Platz 3         |
| 1915          | Kalamazoo Indycars 1915                    | Kalamazoo    | Type Y   | William Knipper                                                          | Platz 3                 |
| 26. Juni 1915 | Chicago Indycars 1915 (über 500 Meilen)    | Chicago      | Type Y   | Louis Chevrolet                                                          | ?                       |
| 3. Juli 1915  | Sioux City Indycars 1915 (über 300 Meilen) | Sioux City   | Type Y   | William Knipper                                                          | ?                       |
| 21. Aug. 1915 | Elgin Road Race 1915 (über 301 Meilen)     | Elgin        | Type Y   | William Knipper                                                          | Platz 3                 |